# Трекате
Трекате (итал. Trecate) — коммуна в Италии, располагается в регионе Пьемонт, в провинции Новара.
Население составляет 19601 человек (2008 г.), плотность населения составляет 516 чел./км². Занимает площадь 38 км². Почтовый индекс — 28069. Телефонный код — 0321.
Покровителями коммуны почитается святые Кассиан и Климент, празднование в третье воскресенье сентября.

## Демография
Динамика населения:

## Города-побратимы
- Сен-Поль-Труа-Шато, Франция (2003)

## Администрация коммуны
- Официальный сайт: http://www.comune.trecate.no.it/